# Johann Friedrich Bessel
Johann Friedrich Bessel (* 1755 in Hardegsen; † 11. September 1833 in Berlin) war ein deutscher Theaterschauspieler.

## Leben und Wirken
Nach dem Schulbesuch nahm er eine Schauspielausbildung auf. Seine Bühnenlaufbahn begann Bessel 1774 in der sächsischen Residenzstadt Dresden. Bereits im darauffolgenden Jahr wechselte er nach Berlin, spielte dort viele Jahre unter der Regie von August Wilhelm Iffland und blieb als Charakterschauspieler bis zum Erreichen des Rentenalters in Berlin.
Bessel war verheiratet mit Albertine Bessel (* 1762). Das Paar hatte vier Kinder, die Töchter und sein Sohn Carl Friedrich Bessel (1779–1837) wurden ebenfalls in Berlin Theaterschauspieler.